# FC Haarlem in het seizoen 1981/82
Het seizoen 1981/1982 was het 28e jaar in het bestaan van de Haarlemse betaaldvoetbalclub FC Haarlem. De club kwam uit in de Eredivisie en eindigde daarin op de vierde plaats. Tevens deed de club mee aan het toernooi om de KNVB Beker, hierin werd in de halve finale verloren van FC Utrecht (0–2).

## Wedstrijdstatistieken

### Eredivisie
|       | Ajax  | AZ '67 | Feyenoord | Go Ahead Eagles | De Graafschap | FC Groningen | FC Den Haag | MVV   | NAC   | N.E.C. | PEC Zwolle | PSV   | Roda JC | Sparta Rotterdam | FC Twente | FC Utrecht | Willem II |
| ----- | ----- | ------ | --------- | --------------- | ------------- | ------------ | ----------- | ----- | ----- | ------ | ---------- | ----- | ------- | ---------------- | --------- | ---------- | --------- |
| Thuis | 1 – 3 | 1 – 1  | 0 – 0     | 3 – 1           | 3 – 0         | 1 – 2        | 1 – 1       | 3 – 2 | 4 – 2 | 4 – 0  | 2 – 1      | 4 – 3 | 1 – 0   | 0 – 0            | 3 – 0     | 2 – 0      | 2 – 1     |
| Uit   | 4 – 1 | 0 – 1  | 1 – 3     | 3 – 1           | 1 – 2         | 1 – 1        | 0 – 4       | 2 – 1 | 2 – 0 | 1 – 1  | 0 – 0      | 3 – 0 | 2 – 0   | 0 – 3            | 0 – 2     | 2 – 0      | 2 – 2     |

### KNVB Beker
| 2e ronde                                         | FC Haarlem                               | 1 – 0 (0 – 0) | Roda JC                                                          |
| 31 oktober 1981 Plaats: Haarlem Jan Gijzenkade   | Joop Böckling 50'                        |               |                                                                  |
| 3e ronde                                         | FC Haarlem                               | 1 – 0 (1 – 0) | Excelsior                                                        |
| 17 januari 1982 Plaats: Haarlem Jan Gijzenkade   | Luc Nijholt 26'                          |               |                                                                  |
| Kwartfinale                                      | N.E.C.                                   | 0 – 4 (0 – 3) | FC Haarlem                                                       |
| 17 februari 1982 Plaats: Nijmegen Goffertstadion |                                          |               | 15', 26' Ruud Gullit 25' Gerrie Kleton 80' Andreas van der Veldt |
| Kwartfinale (replay)                             | FC Haarlem                               | 0 – 0         | N.E.C.                                                           |
| 10 maart 1982 Plaats: Haarlem Jan Gijzenkade     |                                          |               |                                                                  |
| Halve finale                                     | FC Haarlem                               | 0 – 0         | FC Utrecht                                                       |
| 31 maart 1982 Plaats: Haarlem Jan Gijzenkade     |                                          |               |                                                                  |
| Halve finale (replay)                            | FC Utrecht                               | 2 – 0 (1 – 0) | FC Haarlem                                                       |
| 28 april 1982 Plaats: Utrecht Galgenwaard        | Edward Metgod 30' (e.d.) Willy Carbo 86' |               |                                                                  |

## Statistieken FC Haarlem 1981/1982

### Eindstand FC Haarlem in de Nederlandse Eredivisie 1981 / 1982
| Stand | Gespeeld | Gewonnen | Gelijk | Verloren | Punten | Doelpunten voor | Doelpunten tegen |
| ----- | -------- | -------- | ------ | -------- | ------ | --------------- | ---------------- |
| 4e    | 34       | 17       | 8      | 9        | 42     | 57              | 41               |

### Topscorers
| #                    | Naam                  | Goal |
| -------------------- | --------------------- | ---- |
| 1.                   | Joop Böckling         | 15   |
| 2.                   | Ruud Gullit           | 14   |
| 3.                   | Wim Balm              | 8    |
| 4.                   | Terry Hendriks        | 4    |
| 4.                   | Frank van Leen        | 4    |
| 6.                   | Piet Keur             | 2    |
| 6.                   | Andreas van der Veldt | 2    |
| 6.                   | Chris Verkaik         | 2    |
| 9.                   | Martin Haar           | 1    |
| 9.                   | Gerrie Kleton         | 1    |
| 9.                   | Keith Masefield       | 1    |
| 9.                   | Luc Nijholt           | 1    |
| Onbekende doelpunten |                       |      |
| –                    | Onbekend              | 2    |
| Totaal               | Totaal                | 57   |

| #      | Naam                  | Goal |
| ------ | --------------------- | ---- |
| 1.     | Ruud Gullit           | 2    |
| 2.     | Joop Böckling         | 1    |
| 2.     | Luc Nijholt           | 1    |
| 2.     | Gerrie Kleton         | 1    |
| 2.     | Andreas van der Veldt | 1    |
| Totaal | Totaal                | 6    |

## Voetnoten
Ajax ·
AZ '67 ·
Feyenoord ·
Go Ahead Eagles ·
De Graafschap ·
FC Groningen ·
FC Den Haag ·
Haarlem ·
MVV ·
NAC ·
N.E.C. ·
PEC Zwolle '82 ·
PSV ·
Roda JC ·
Sparta Rotterdam ·
FC Twente ·
FC Utrecht ·
Willem II